# Warangal Urban

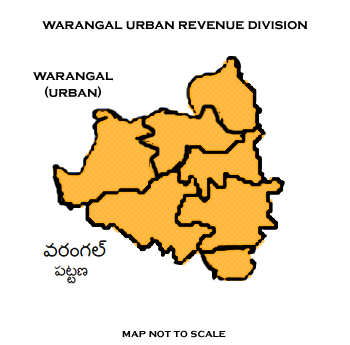
Warangal (urban) District Revenue division

Warangal Urban là một huyện nằm ở phía Bắc bang Telangana. Thủ phủ của huyện nằm tại thành phố Warangal.